# Fishbourne (West Sussex)
Fishbourne ist ein Dorf und ein Civil Parish in der englischen Grafschaft West Sussex, ca. 3 km von Chichester entfernt.

## Lage
Der Ort liegt am Ende eines Ausläufers der Bucht Chichester Canal im Mündungsgebiete mehrerer kleiner Flüsse. Auf die Lage an einem fischreichen Gewässer wird auch der Name zurückgeführt. Der ältere Teil des Ortes liegt in unmittelbarer Nähe der Küste, der neuere Teil weiter landeinwärts.

## Geschichte
Die Geschichte des Dorfes geht nachweisbar bis in die Römerzeit zurück.
Die frühesten schriftlichen mittelalterlichen Belege zeigen, dass Fishbourne im 11. Jahrhundert ein Besitz der Abtei von Séez in der Normandie war. Ab 1419 gehörte der Ort zum Kloster von Syon, ab 1540 kam es in den Besitz adliger Familien und wechselte über die Jahrhunderte mehrfach den Grundherrn.
Erst 1987 wurde der heutige Ort eine eigenständige Gemeinde. Vorher war er zwei Teile geteilt. Der als "Old Fishbourne" bezeichnete Teil gehörte zur Gemeinde Bosham, der als "New Fishbourne" oder "East Fishbourne" bezeichnete Teil gehörte zur Stadt Chichester.

## Bauwerke
Das wichtigste historische Bauwerk im Ort ist eine große römische Villa, der "Fishbourne Roman Palace" mit berühmten Mosaiken, für die ein eigenes Museum errichtet wurde. Große Teile der Anlage werden immer noch unter der heutigen A27 und den Wohngebieten des Ortes vermutet, so dass sie vielleicht nie vollständig ausgegraben werden kann.
Die Kirche St Peter and St Mary ist das zweite historisch interessante Bauwerk des Ortes. Sie wird schon in einem Register aus den Jahren 1243/54 erwähnt. Der ältesten Teile stammen wohl aus dem 13. Jahrhundert, sie hat Anbauten aus dem 14. und 17. Jahrhundert.
Auch die beiden aktiven Pubs, das "Bulls Head" und das "Woolpack" nutzen historische Gebäude.

## Wirtschaft und Bevölkerung
Die Bevölkerung hat mit 46 Jahren ein recht hohes Durchschnittsalter, ethnische Minderheiten gibt es im Ort kaum. Der überwiegende Teil aller Arbeitnehmer arbeitet im Dienstleistungssektor.
Die Bevölkerung betrug im Jahr 2001 noch 1953 Personen.

## Infrastruktur und öffentliche Einrichtungen
Fishbourne wird von drei Verkehrsachsen in Ost-West-Richtung berührt. Die alte Hauptstraße zwischen Chichester und Portsmouth, die A259 führt durch den südlichen Ortsteil, die Bahnlinie Brighton-Southampton verläuft über den Haltepunkt von Fishbourne durch die Mitte des Ortes, die neue Schnellstraße zwischen Chichester und Portsmouth, die A27 bildet die Nordgrenze der Gemeinde. So ist der Ort gut an das örtliche Verkehrsnetz angebunden.
Im westlichen Teil des Ortes liegt ein großes Sportgelände und das Gemeindezentrum, in dem vielfältige sportliche und soziale Aktivitäten angeboten werden. Der Ort hat zwei staatliche Schulen, eine Vorschule und eine Grundschule, alle weiterführenden Schulen sowie weitere private Schulen gibt es in Chichester.

## Fotos

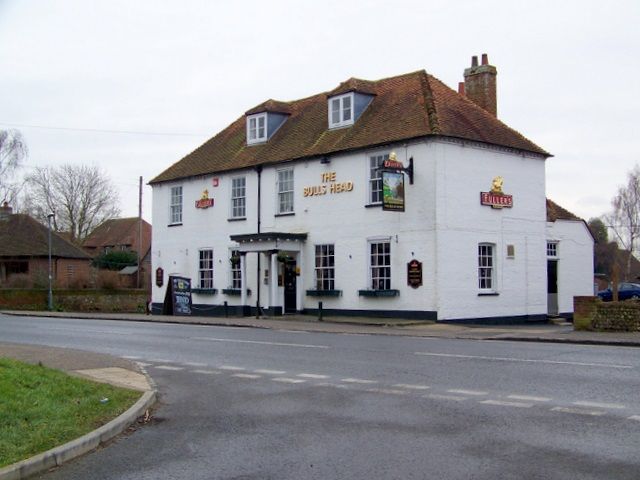
Der Pub "The Bulls Head"
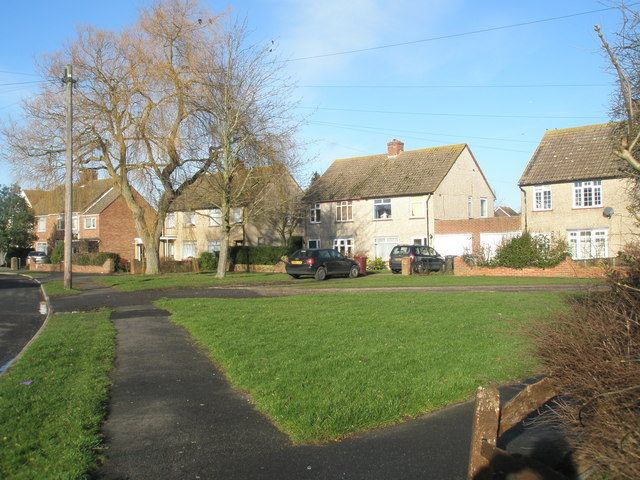
Der neuere Ortsteil nördlich der Bahnlinie
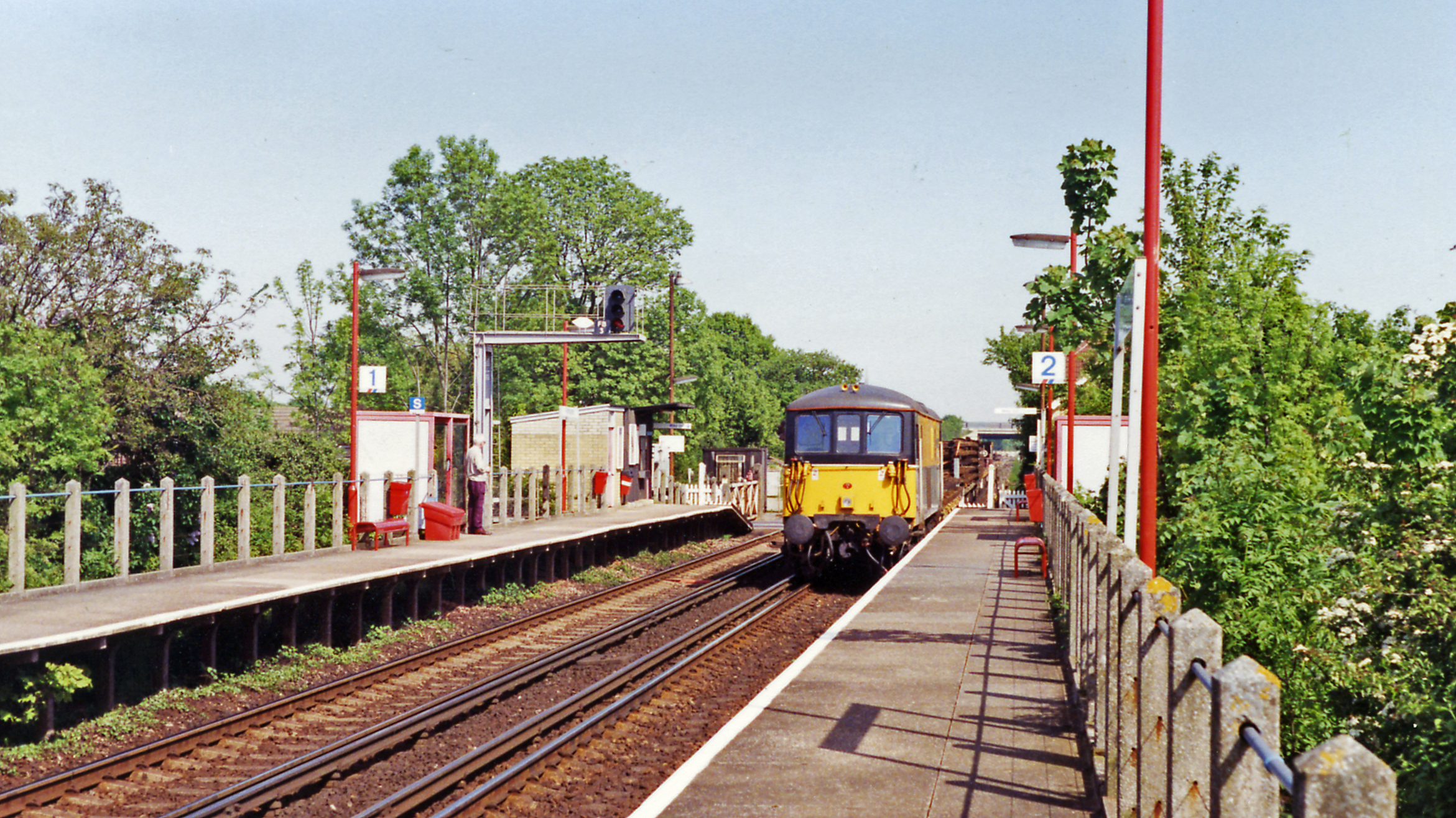
Bahnstation
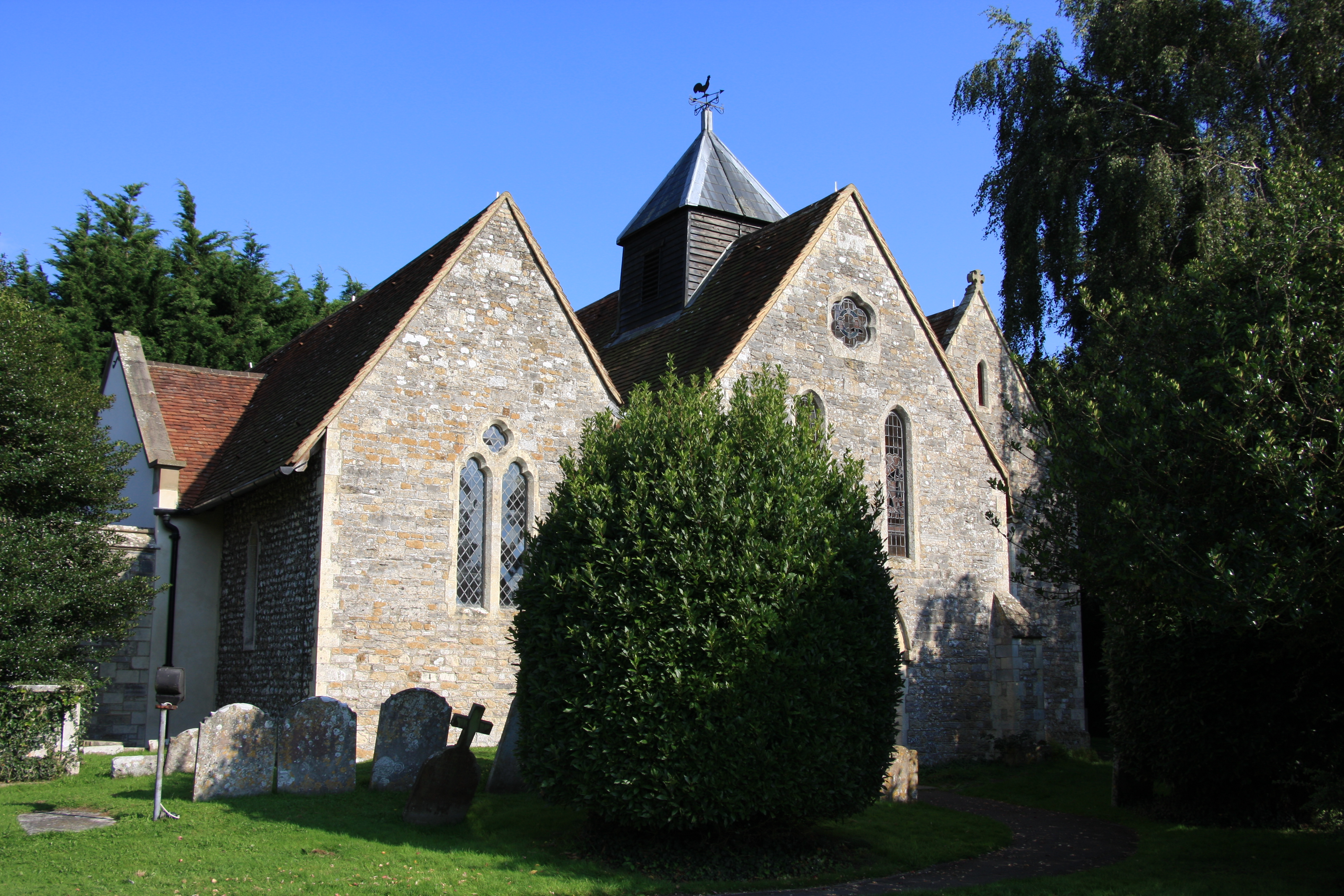
Die Kirche des Ortes
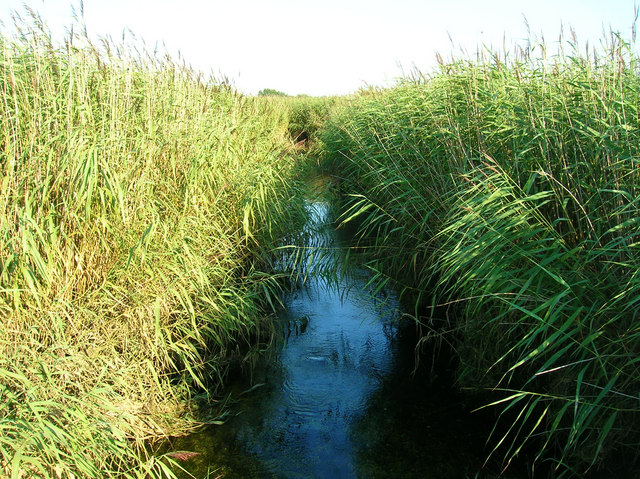
Die Feuchtgebiete südlich des Ortes